# Instituto Tecnológico de Moscú
El Instituto Tecnológico de Moscú (anteriormente conocido como Universidad Tecnológica Mundial UNESCO) se estableció en 1997 para la fusión de los esfuerzos internacionales, nacionales y regionales para el desarrollo y perfeccionamiento de la educación tecnológica persistente. Es el único instituto de educación superior que funciona bajo la égida de la UNESCO para ejecutar el decreto del Gobierno de la Federación de Rusia desde el 6 de enero de 1997. Este proyecto de la UNESCO se ha dirigido a la formación de personalización en el ámbito de la alta tecnología en todo el mundo. El objetivo de MTI es proporcionar la integración de los mejores esfuerzos de las universidades para la difusión del conocimiento, las altas tecnologías y además garantizar la moderación de la educación.
2 facultades y 13 departamentos hacen el trabajo para la capacitación de 64 personas en la estructura de MTI. MTI colabora con 82 universidades rusas, entre ellas la Universidad Técnica Estatal de Moscú n.a. NORDESTE. Bauman (MSTU), Plekhanov Academia Rusa de Economía y otros. La educación funciona no solo en Rusia, sino en el extranjero. Los enlaces se establecen entre las universidades de Italia, Francia, Suiza, los Estados Unidos y Malasia.

## Estudio estructural

### Pregrado
Educación superior hacia direcciones de capacitación tales como: "Gestión", "Economía", "Informática", "Construcción", "Tecnología térmica y de calefacción", "Gestión de sistemas técnicos", "Potencia eléctrica e ingeniería eléctrica", "Seguridad de la tecnosfera". Existen diferentes opciones de estudio disponibles para los estudiantes, incluidas las opciones de tecnologías de aprendizaje a distancia, a tiempo completo, a tiempo parcial y de fin de semana.   

### BBA(Bachiller de administración de negocios)
Programa de capacitación en educación BBA (Licenciatura en Administración de Empresas) es una parte del perfil educativo de "Small Business Management", especialización en Gestión. La principal diferencia del programa BBA consiste en un estudio en profundidad de cuestiones relacionadas con funciones de gestión particulares (gestión estratégica, gestión de marketing, gestión de recursos humanos, gestión de producción, gestión de procesos y gestión de proyectos, gestión de ventas) y diferentes campos de actividad empresarial (negocios de construcción, negocios de restaurantes, negocios de publicidad y negocios de marketing en Internet, negocios de hoteles y turismo). Debido a su especialización funcional y de sucursal, BBA es simultáneamente un programa tradicional de pregrado y un paso preliminar para obtener un MBA (Master of Business Administration). Al finalizar sus estudios, los graduados reciben un diploma estatal de educación superior con el grado de Licenciado en Administración con especialización en un campo de estudio elegido, un diploma internacional con un título de Licenciatura en Administración de Empresas y un Suplemento de Diploma Europeo también.

### Segundo grado
Estudios del programa de pregrado y maestría. Los estudios de pregrado implican un aprendizaje fundamental de una disciplina con la mayoría de los conceptos básicos, pero también ofrece la opción de una duración reducida del programa (3,5 años). Maestría (2-2.5 años) se basa en un estudio más profundo y más detallado de una especialización particular.    

### Grado de Maestría
Diferentes especializaciones como "Gestión", "Economía", "Informática", "Energía e Ingeniería Eléctrica", etc.    

### Universidad
La formación de especialistas en programas de educación secundaria profesional: "Economía y Gestión", "Informática". Al completar la capacitación, los participantes reciben un diploma estatal.  

### Programas de MBA
Diferentes programas como MBA Start, MBA Professional, MBA Industry, Mini-MBA MBA proporcionan a los estudiantes los conocimientos teóricos y prácticos necesarios para la actividad profesional efectiva en una especialidad elegida. El programa de capacitación incluye cursos en disciplinas tales como economía, informes financieros, derecho, gestión de recursos humanos, mercadeo, gestión de producción, etc. Los estudiantes obtienen información actualizada sobre los aspectos clave del negocio, toman parte en prácticas que permiten desarrollar habilidades de liderazgo. Todos los programas de MBA dentro del MTI tienen acreditación RABE (asociación rusa de educación empresarial). Después de la graduación se otorgará un diploma que confirma la calificación específica.

### Siguiendo el Desarrollo Profesional
Educación adicional  
- Administración de negocios
- Ciencias computacionales y de la Información

Durante la capacitación, los participantes forman parte de conferencias web, asisten a consultas de profesores y tutores, usan materiales de estudio y literatura adicional de la biblioteca digital. Después de la graduación, los participantes obtienen el diploma de capacitación avanzada que certifica el derecho a realizar actividades en la esfera seleccionada.  

### Desarrollo de competencias
es la educación adicional para especialistas y directores que permite mejorar sus conocimientos y habilidades profesionales.  
Programas  
- Construcción
- Seguridad técnica
- Eficiencia energética

El objetivo de estos programas es adquirir conocimientos y habilidades prácticas adicionales y también explorar nuevas formas y métodos de trabajo.  

## Facultades y Departamentos

### Facultad de tecnología moderna y técnicos
La facultad es uno de los centros más grandes en Rusia para la capacitación del personal en informática, tecnología moderna y esferas técnicas. La facultad tiene una fuerte cooperación con las principales compañías de tecnología como Cisco, EMC, Autodesk, Microsoft, Adobe, Oracle, VMWARE, Positive Technologies y otras. Departamentos:   
- Departamento de Automatización e Información de Ciencias
- Departamento de seguridad de tecnósfera
- Departamento de energéticos
- Departamento de construcción
- Departamento de ciencias
- Departamento de tecnología de alimentos

### Facultad de Economía y Administración
La facultad ofrece una amplia gama de programas en los ámbitos de "Economía" y "Gestión". Tanto los entrenamientos presenciales como a distancia están disponibles.  
- Departamento de economía
- Departamento de administración
- Departamento de estudios sociales y humanitarios

### Colegio del Cerebro y Ciencias Cognitivas de Moscú
La facultad proporciona una capacitación profesional para psicólogos, maestros, entrenadores, trabajadores sociales, médicos, empresarios y personas interesadas en el crecimiento y desarrollo personal.   

### Colegio de Negocios de Moscú
Moscow Business School es el mayor centro moderno de educación comercial en Rusia, implementando entrenamientos profesionales para especialistas y gerentes de exitosas compañías rusas y occidentales. La actividad de Moscow Business School está orientada a la adquisición de competencias clave y herramientas prácticas necesarias para la gestión empresarial efectiva.   

## Socios
- Instituto de Tecnologías de la Información (Moscú)
- Instituto de Psicoanálisis (Moscú)
- Escuela de Negocios de Moscú
- Instituto de Economía, Administración y Leyes (Moscú)
- Instituto Nacional de Diseño Moderno (Moscú)
- Instituto Samara de educación continua (Samara)